# Sven Schulze (Politiker, 1979)

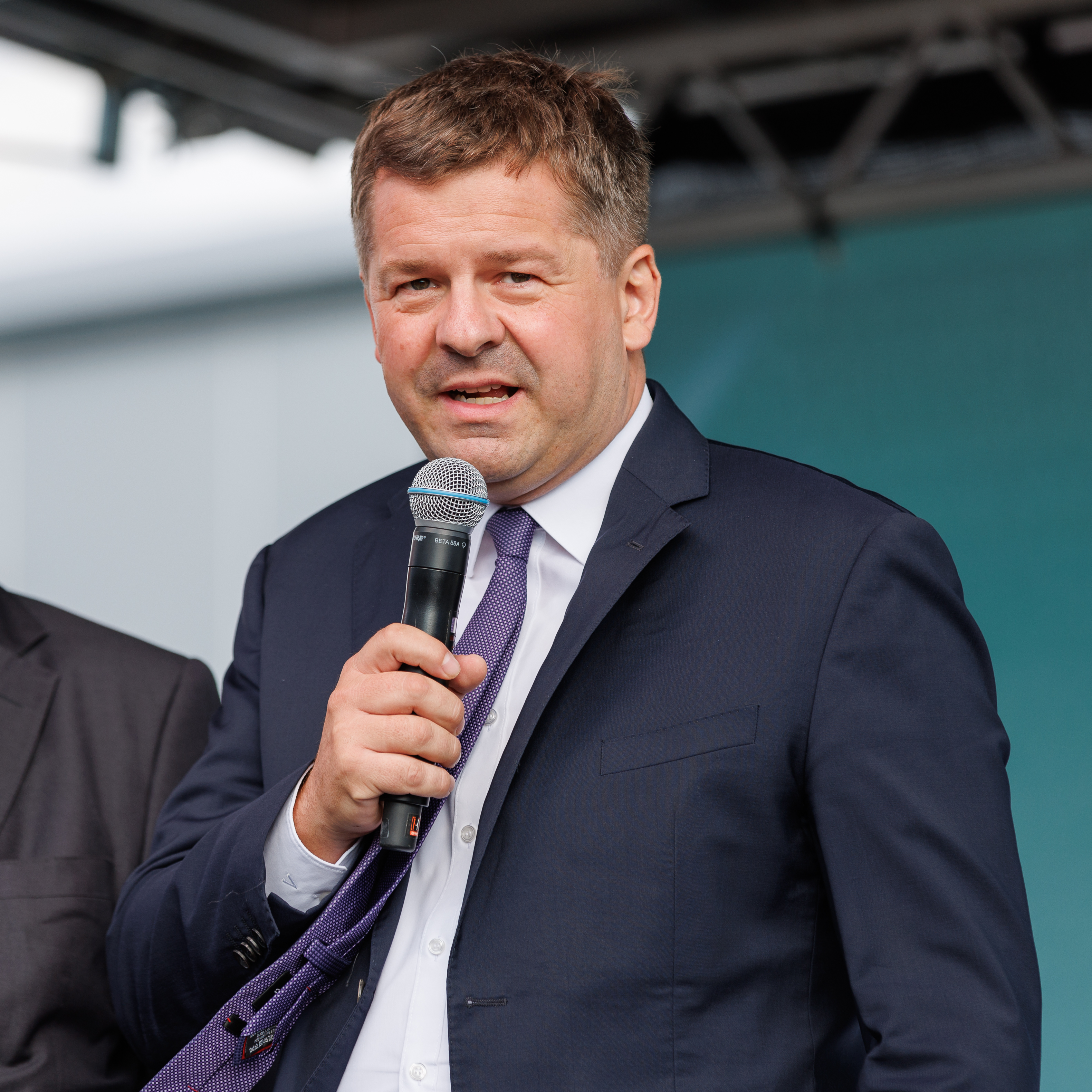
Sven Schulze, 2024

Sven Schulze (* 31. Juli 1979 in Quedlinburg) ist ein deutscher Politiker (CDU). Er ist seit dem 16. September 2021 Minister für Wirtschaft, Tourismus, Landwirtschaft und Forsten des Landes Sachsen-Anhalt im Kabinett Haseloff III und seit März 2021 Landesvorsitzender der CDU Sachsen-Anhalt. Zuvor war er von 2014 bis 2021 Mitglied des Europäischen Parlaments.

## Leben
Nach dem Abitur 1998 am Europa-Gymnasium Stephaneum in Aschersleben und anschließendem Zivildienst studierte Sven Schulze von 1999 bis 2007 an der Technischen Universität Clausthal Umweltschutztechnik und Wirtschaftsingenieurwesen. Als Diplom-Wirtschaftsingenieur arbeitete er von 2007 bis 2011 als Projektingenieur bei zwei mittelständischen Maschinenbauunternehmen im Harz und in Baden-Württemberg. Von 2012 bis 2014 war er als Vertriebsleiter bei Eckold in Sankt Andreasberg tätig.
Sven Schulze ist verheiratet und hat drei Kinder.

## Politische Laufbahn
Sven Schulze engagiert sich seit seiner Jugend politisch. 1998 wurde er mit 19 Jahren das jüngste Mitglied im Gemeinderat seiner Heimatgemeinde Heteborn, dem er bis 2007 angehörte. In den Jahren 2004 bis 2007 saß Sven Schulze im Kreistag von Quedlinburg. Von 2006 bis 2014 hielt Sven Schulze den Landesvorsitz der Jungen Union inne. Seit 2006 ist er außerdem Mitglied des Landesvorstands der CDU Sachsen-Anhalt. Ab 2011 war er bis 2019 Vorsitzender des CDU-Landesfachausschusses für Bundes- und Europaangelegenheiten in Sachsen-Anhalt.
Seit November 2015 ist Sven Schulze Mitglied des Bundesvorstands der Mittelstands- und Wirtschaftsunion. Im November 2016 wurde er zum ersten Generalsekretär in der Geschichte der CDU Sachsen-Anhalt gewählt. Seit 2019 ist er Vorsitzender des Bundesfachausschusses Europa der CDU Deutschland. Darüber hinaus ist Sven Schulze Mitglied der Christlich-Demokratischen Arbeitnehmerschaft Sachsen-Anhalt. Am 27. März 2021 wurde Schulze zum Landesvorsitzenden der CDU Sachsen-Anhalt gewählt. 2023 wurde er wiedergewählt. Seit dem CDU-Bundesparteitag am 6. Mai 2024 ist Schulze zudem Mitglied des CDU-Präsidiums.
Am 16. September 2021 wurde er zum Minister für Wirtschaft, Tourismus, Landwirtschaft und Forsten des Landes Sachsen-Anhalt im Kabinett Haseloff III berufen.
Schulze wurde von der CDU-Fraktion im Landtag von Sachsen-Anhalt als Delegierter zur 17. Bundesversammlung entsandt.
Im August 2025 wurde bekannt, dass er Spitzenkandidat der CDU für die Landtagswahl in Sachsen-Anhalt 2026 werden soll.

## Tätigkeit im Europaparlament
Mit dem Listenplatz 1 wurde Sven Schulze am 14. Mai 2014 über die Landesliste der CDU Sachsen-Anhalt in das Europäische Parlament gewählt. Am 1. Juli 2014 begann sein erstes Mandat im Europäischen Parlament in Brüssel und Straßburg. In seiner Funktion als Europaabgeordneter vertrat er Sachsen-Anhalt im Europäischen Parlament in Brüssel und Straßburg und gehörte der Fraktion der Europäischen Volkspartei (EVP) im Europäischen Parlament an. Während der Legislaturperiode von 2014 bis 2019 gehörte er unter anderem dem im Dezember 2016 eingerichteten Untersuchungsausschuss zu Emissionsmessungen in der Automobilindustrie an und war stellvertretendes Mitglied im Ausschuss für Regionale Entwicklung. Bei der Europawahl am 26. Mai 2019 wurde Sven Schulze erfolgreich wiedergewählt. Danach war er der einzige Europaabgeordnete, der aus Sachsen-Anhalt stammt. In der Legislaturperiode ab 2019 war Schulze Vizepräsident im Ausschuss für Verkehr und Tourismus sowie stellvertretendes Mitglied im Ausschuss für Industrie, Forschung und Energie und im Petitionsausschuss.
Zudem war Schulze Mitglied der Delegation für die Beziehungen zur Volksrepublik China. Als stellvertretendes Mitglied war er Teil der Delegation für die Beziehungen zu den Ländern Südostasiens und dem Verband Südostasiatischer Nationen. Ab 2014 war er außerdem mitwirkungsberechtigtes Mitglied im Ausschuss für Europaangelegenheiten des Deutschen Bundestages. Des Weiteren war Sven Schulze Mitglied des Parlamentskreises Mittelstand Europe der CDU/CSU-Gruppe innerhalb der EVP-Fraktion.
Nach seiner Ernennung zum Landesminister legte er zum 28. September 2021 sein Mandat im Europaparlament nieder. Für ihn rückte Karolin Braunsberger-Reinhold nach.

## Positionen, Kritik und Kontroversen
Schulze befürwortet die umstrittene EU-Urheberrechtsreform 2018/19, die Upload-Filter und ein Leistungsschutzrecht enthält. Gegen die EU-Urheberrechtsreform protestieren u. a. zahlreiche Wissenschaftler, Internet-Pioniere, Bürgerrechtsorganisationen, Wirtschaftsverbände, Internet-Experten aller Parteien und rund 5 Millionen Bürger in einer Petition.
Für deutliche öffentliche Kritik sorgte in diesem Zusammenhang seine Aussage, die Proteste in Form von E-Mails seien eine „von Google gesteuerte Fake-Kampagne“, weil viele der Absender Gmail-Adressen verwendeten. Dem WDR zufolge würde Schulze „offenbar ein Mindestmaß digitaler Grundkenntnisse“ fehlen. Der Umgang mit Kritikern der Reform habe „das Zeug, Vertrauen in die Politik zu erschüttern“. Der Standard bezeichnete die Äußerungen von Schulze als „Verschwörungstheorie“. Wenige Tage nach seinen Äußerungen kam es zu einer spontanen Demonstration in Köln mit mehreren tausend Teilnehmern, die u. a. mit Schildern wie „Wir sind die Bots“ gegen die Reform und die Äußerungen von Schulze protestierten.
Im September 2023 fordert Schulze eine Obergrenze bei der Aufnahme von Flüchtlingen.
2025 forderte er in einem Brief die Abschaffung der Verordnung über die Wiederherstellung der Natur.